# Flusso neutronico
Un flusso neutronico designa una densità volumica di neutroni aventi la stessa velocità, moltiplicata per questa velocità. Si misura in m-2·s-1. L'unità pratica è il neutrone per centimetro quadrato e per secondo, n·cm-2·s-1.
La probabilità d'interazione di un neutrone varia in funzione della sua velocità. Ad esempio, un neutrone lento ha molta più possibilità di provocare una reazione di fissione nucleare di un neutrone rapido. È la ragione per la quale, in neutronica, ci s'interessa popolazioni di neutroni aventi la stessa velocità.

## Definizione: flusso neutronico angolare e flusso neutronico scalare

### Flusso Angolare
{\displaystyle \psi ({\vec {r}},E,{\vec {\Omega }},t)=vn({\vec {r}},E,{\vec {\Omega }},t)}
Il flusso angolare misura un numero particelle per unità di superficie e di tempo ed ha perciò unità di misura n/(cm²⋅s), dove con n si designa per l'appunto il numero di particelle. Il termine {\displaystyle n({\vec {r}},E,{\vec {\Omega }},t)} indica la densità neutronica angolare.

### Flusso Scalare
{\displaystyle \phi ({\vec {r}},E,t)=\int _{4\pi }d{\vec {\Omega }}\psi ({\vec {r}},E,{\vec {\Omega }},t)}
Il flusso scalare misura un numero particelle per unità di superficie e di tempo ed ha perciò unità di misura n/(cm²⋅s) quindi del tutto analoga a quella del flusso neutronico angolare.  
Possiamo però comprendere che la differenza fra il Flusso Angolare e il Flusso Scalare è che il primo contempla le sole particelle il cui moto avviene lungo la direzione descritta dall'angolo solido {\displaystyle {\vec {\Omega }}} mentre il secondo si riferisce a tutte le possibili direzioni.
È infine utile osservare che entrambe le definizioni riportate si riferiscono soltanto a quei neutroni caratterizzati da un certo valore dell'energia cinetica {\displaystyle E}. Se questo ad una prima lettura potrebbe sembrare un paradigma di classificazione troppo stringente esso si rivela invece di fondamentale importanza nello studio dei campi neutronici in quanto in base all'energia cinetica il comportamento dei neutroni nell'interazione con la materia cambia drasticamente. Nella stragrande maggioranza dei casi non avrebbe quindi senso considerare un flusso multienergetico in quanto non tutte le particelle che lo costituiscono avrebbero analogo comportamento. 
L'esempio più lampante di questo aspetto lo si ha nello studio dei campi neutronici all'interno del nocciolo di un reattore a fissione dove è necessario sapere che, in linea di massima, tanto meno un neutrone è energetico tanto più questo è propenso ad innescare reazioni di fissione con gli atomi di combustibile. Di conseguenza, sotto ipotesi fortemente semplificative, lo studio del tasso di reazione all'interno del reattore potrebbe essere unicamente limitato allo studio del flusso neutronico corrispondente ai valori dell'energia hanno maggiore probabilità di innescare fissioni.

## Ordine di grandezza dei flussi neutronici
Un assemblaggio critico presenta un flusso neutronico debole, nell'ordine di {\displaystyle 10^{6}} a ×108 n·cm-2·s-1. Questi flussi corrispondono a una potenza dell'ordine di qualche watt, che può essere dissipata per convezione naturale.
Reattori di ricerca « freddi » ad alto flusso, di tipo piscina, hanno un flusso neutronico dell'ordine di ×1013 n·cm2·s-1, comparabile a quello di un reattore di potenza. 
Il flusso neutronico in un reattore è dell'ordine di ×1012 n·cm-2·s-1 in neutroni rapidi, e dell'ordine di ×1014 n·cm-2·s-1 in neutroni termici.

## Altre grandezze neutroniche

### Densità Angolare
{\displaystyle n({\vec {r}},E,{\vec {\Omega }},t)}
La Densità Neutronica Angolare {\displaystyle n} designa un numero di neutroni nel volume {\displaystyle d^{3}{\vec {r}}} intorno a {\displaystyle {\vec {r}}} di energia {\displaystyle E} la cui velocità punta seguendo l'angolo solido {\displaystyle {\vec {\Omega }}} a {\displaystyle d^{3}{\vec {\Omega }}} vicino all'istante {\displaystyle t}.

### Densità Scalare
{\displaystyle \rho ({\vec {r}},E,t)=\int _{4\pi }n({\vec {r}},E,{\vec {\Omega }},t)d{\vec {\Omega }}}
Essa designa un numero di neutroni nel volume {\displaystyle d^{3}{\vec {r}}} intorno a {\displaystyle {\vec {r}}} di energia {\displaystyle E} vicino all'istante {\displaystyle t} la cui velocità punti in una qualsiasi direzione dello spazio. Questa può anche essere indicata con la lettera {\displaystyle N} invece di {\displaystyle \rho }.

### Corrente Neutronica
{\displaystyle {\vec {J}}({\vec {r}},E,{\vec {\Omega }},t)=\int _{4\pi }\psi ({\vec {r}},E,{\vec {\Omega }},t){\vec {\Omega }}d{\vec {\Omega }}}
Essa esprime il numero di neutroni, con energia {\displaystyle E}, che attraversano un elemento di superficie {\displaystyle dA} di normale {\displaystyle {\vec {\Omega }}} centrato in {\displaystyle {\vec {r}}} nell'unità di tempo {\displaystyle t}. 
Assieme al flusso scalare la corrente neutronica è la grandezza più utilizzata nell'ambito dello studio dei campi neutronici. Questa risulta essere dimensionalmente equivalente al flusso scalare fatta eccezione per il fatto che è una grandezza vettoriale.